# クールラント・ゼムガレン公国

クールラント・ゼムガレン公国
Ducatus Curlandiæ et Semigalliæ (ラテン語)
Kurzemes un Zemgales hercogiste (ラトビア語)
Księstwo Kurlandii i Semigalii (ポーランド語)
Herzogtum Kurland und Semgallen (ドイツ語)

1740年のクールラント・ゼムガレン公国

クールラントおよびゼムガレン公国（クールラントおよびゼムガレンこうこく、ラテン語：Ducatus Curlandiæ et Semigalliæ；ポーランド語：Księstwo Kurlandii i Semigalii；ドイツ語：Herzogtum Kurland und Semgallen；ラトビア語：Kurzemes un Zemgales hercogiste）は、1562年から1795年までバルト海沿岸部に存在した公国で、ポーランド王国とその後身であるポーランド・リトアニア共和国の封土。その名前はバルト人の部族であるクール人とセミガリア人にちなむ。1791年に完全独立を果たしたが、4年後の1795年3月28日、第3次ポーランド分割に際してロシア帝国に併合された。
クールラント・ゼムガレン公国の国称は1918年3月8日に成立した短命な戦時国家にも与えられた。このクールラント・ゼムガレン公国はドイツ帝国の従属国家であるバルト連合公国の一部を形成すると決められていたが、ドイツがバルト海海域において降伏すると同時に消滅した。公国の存在した地域は第一次世界大戦が終結するとともに民族国家ラトビア共和国の一部となった。

## 歴史

### 騎士団国家の解体と公国創設
リヴォニア戦争の最中であった1562年、それまでバルト海沿岸部に存在した司教領・諸都市の集合体であるリヴォニア連盟は解体され、ドイツ人騎士団のリヴォニア騎士団は解散した。ヴィリニュス合同協定の取り決めにより、エストニア南部とラトビア北部はリトアニア大公国に加盟し、リヴォニア公国を形成した。ダウガヴァ川西岸とバルト海とに挟まれたラトビア南部は、名目上はポーランド王の封臣身分であるクールラントおよびゼムガレン公国となった。
最後のリヴォニア騎士団総長を務めたゴットハルト・ケトラーが最初のクールラント公爵となった。騎士団の他のメンバーはクールラントの貴族になり、それまで保持していた所領を封土として改めて与えられた。ケトラーは最終的に公国の領域の3分の1近くを自分の領地として手に入れた。ミタウ（現在のイェルガヴァ）が公国の首都となり、半年に1回は議会が開かれることになった。
クールラントの一部地域は公国には属していなかった。リヴォニア騎士団はかなり以前からバルト海に接するグロビン（グロビニャ）一帯をプロイセン公国に貸し付けていた。また「クールラント司教領」とも呼ばれていたピルテン（ピルテネ）司教領は、デンマーク王クリスチャン3世の息子マグヌスによって統治されていた。マグヌスは自分の死後は司教領をクールラント公国に譲渡すると約束していたが、この約束は守られることはなく、後にヴィルヘルム・ケトラーによって公国に併合された。
騎士団の他の構成員と同じくケトラーもドイツ人であり、自分の創設した公国をドイツの領邦国家と似たような形に作り上げた。1570年、ケトラーは領主たちに対し、所有する土地に住む農民たちを農奴として使役する特権を授けた。
1587年にゴットハルト・ケトラーが死ぬと、その二人の息子フリードリヒとヴィルヘルムが公国を相続した。1596年に公国は2つの地域に分割され、兄のフリードリヒが東部地域のゼムガレン（ゼムガレ）を領してミタウ（現在のイェルガヴァ）に住み、弟のヴィルヘルムが西部地域のクールラント（クルゼメ）を領してゴルディンゲン（現在のクルディーガ）に住んだ。ヴィルヘルムはプロイセン公アルブレヒト・フリードリヒの娘と結婚した時に、グロビナ一帯を取り戻している。彼はまたピルテン一帯の支配権を金で買い取ったが、ピルテンは後にポーランド・リトアニア共和国に併合された。ヴィルヘルムは金属加工の工場や造船所を建設し、そこで建造された船がクールラントの産品を他国へと運んだ。
一方、公爵ヴィルヘルムと領主層との関係は険悪なものだった。領主層の側には、クールラント公国の宗主である「共和国」が味方についていた。ヴィルヘルムは領主たちへの不満を露わにするようになったが、結局1616年に公爵の地位から退けられ、残りの人生を外国で送ることになった。兄のフリードリヒがクールラントの公爵位をも兼ねることになり、公国は1616年以後は再び統合された。
1600年から1629年まで、ポーランド・リトアニア共和国とスウェーデンはリガ周辺部で断続的に戦争を続けていた。この戦争の結果、スウェーデンはラトビアの北部と中央部を支配下に収め、この地域はスウェーデン領リヴォニアとなった。共和国はリヴォニア公国の東部を保持したが、公国の残部は1621年にインフランティ公国に置き換えられた。クールラントもまたこの長い戦争に巻き込まれたが、大して被害を受けなかった。

### クールラントの黄金時代（ポーランド・リトアニア共和国時代）と、スウェーデンによる侵攻・占領
次の公爵となったヤーコプ・ケトラーの治世に、公国は最も豊かになった。西ヨーロッパ旅行に出向いたヤーコプは、そこで出会った重商主義の思想の熱烈な信奉者となった。鉄鋼業と造船業が奨励されてさらに発展し、火薬製造工場も建設された。貿易相手国も近隣諸国だけでなく、イングランド、フランス、ネーデルラント連邦共和国、ポルトガルなども交易国となった。ヤーコプはヴィンダウ（ヴェンツピルス）とリバウ（リエパーヤ）を根拠地とするクールラント公国商船隊をも創設した。
1651年、公国はアフリカに最初の植民地を獲得した。ガンビア川にある聖アンドレ島（現在のクンタ・キンテ島）で、公国からの入植者たちはここに公爵の名前にちなんだ「ヤーコプ要塞」を建設した。聖アンドレ島で行われる交易で手に入る輸入品は象牙、金、毛皮、香辛料などであった。翌1652年、クールラント人たちは西インド諸島のトバゴ島に新たな入植地を建設した。こちらの主な産出品は砂糖、タバコ、コーヒー、香辛料だった。

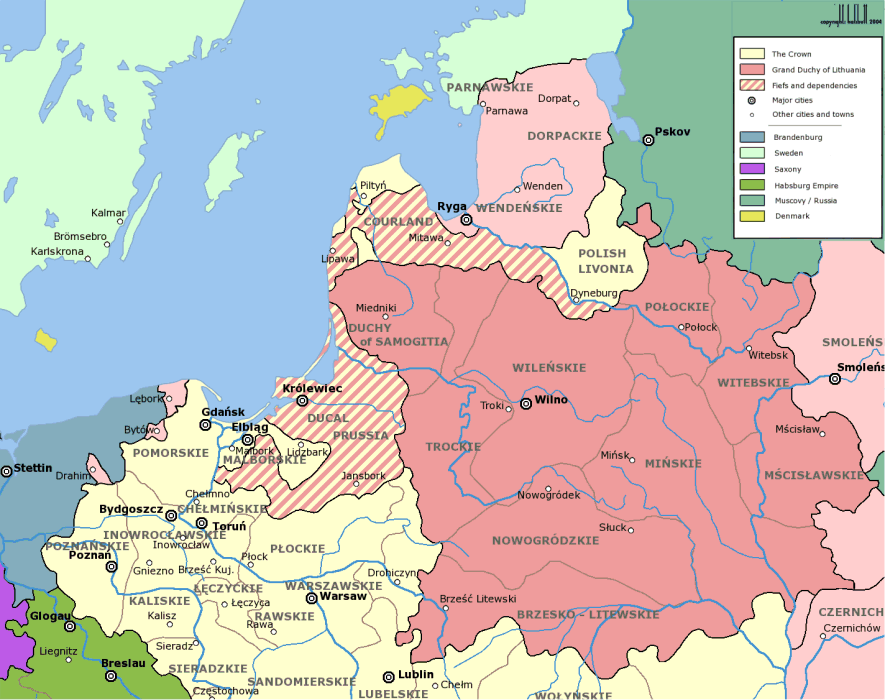
1686年のポーランド・リトアニア共和国。黄色がポーランド王冠領、赤色がリトアニア大公国領、赤と黄の縞模様で示されている地域のうち、右上に位置するのがクールラント公国、左下に位置するのが1667年に共和国の封土身分から独立したプロイセン公国である。

一方、17世紀中葉になってもクールラント公国はスウェーデンとポーランド・リトアニア共和国の争奪の対象のままであった。1655年にスウェーデン軍がクールラントに侵攻すると、スウェーデンと共和国との間には大規模な戦争が始まった。1658年から1660年まで、公爵ヤーコプはスウェーデン軍に囚われの身となっていた。この時期に、公国は2つの植民地を手放し、商船隊や工場群も破壊された。この戦争は1660年のオリヴァ条約によって終結した。クールラントは条約の取り決めに従ってトバゴ島を回復し、1689年までこれを保持した。ヤーコプは商船隊や工場群の再建に務めたが、クールラント公国は二度と戦争前の豊かさを取り戻すことは出来なかった。
ヤーコプが1682年に亡くなると、息子のフリードリヒ・カジミール・ケトラーが公爵位を相続した。彼の治世に、公国の歳入は減少し続けた。公爵自身も贅沢な宴会を開くのを好み、自分の懐具合を考えずに金を湯水のごとく使った。この結果、フリードリヒ・カジミールはイギリスにトバゴ島を売却せざるを得なくなった。彼は1698年に死んだ。フリードリヒ・カジミールの治世中、公国の政治と経済におけるポーランド・リトアニア共和国の影響力は増大した。さらに、モスクワ・ロシアもクールラントに政治的関心を持つようになった。

### ポーランドとロシアによる支配権争い、消滅
次の公爵となったフリードリヒ・ヴィルヘルム・ケトラーは1698年の襲爵時にまだ6歳だったので、ポーランドに将軍として出仕する叔父のフェルディナントが摂政を務めた。フリードリヒ・ヴィルヘルムが公爵位を次いで間もなく、スウェーデンとロシアおよびその同盟者である「共和国」、ザクセン、デンマークとの間で大北方戦争（1700年 - 1721年）が勃発した。この戦争中の1710年以後、ロシアはラトビア中央部を支配するようになった。ロシアのピョートル大帝は、フリードリヒ・ヴィルヘルムに自分の姪との結婚を承諾させた。この結婚を実現させることで、ピョートルはクールラントに対するロシアの影響力をさらに高めようと考えていた。1710年、フリードリヒ・ヴィルヘルムはアンナ・イヴァノヴナ（後のロシア女帝）と結婚式を挙げたが、サンクトペテルブルクからの帰途、病気にかかり急死した。このため、アンナが1711年から1730年まで公爵未亡人としてクールラントを統治した。
フリードリヒ・ヴィルヘルムの死後、クールラント公爵位を相続する最有力候補はその叔父フェルディナント・ケトラーであった。しかし彼はダンツィヒ（グダニスク）に住んでおり、公国の法律では公爵は公国内に住むことと決まっていたため、議会は彼を公爵と認めなかった。フェルディナントの死とともにケトラー家は断絶することが確定していたため、この時期には大勢のクールラント公候補者が現れた。候補者のうち、人気のあったのはポーランド王アウグスト2世の庶子モーリス・ド・サックスだった。モーリスは1726年にクールラント公に選出され、軍隊の力を頼って翌1727年までクールラントに陣取った。しかしロシアは彼の存在を疎ましく思い、クールラント西部に軍隊を派遣してモーリスの陣地を破壊してしまった。モーリスはクールラントを離れることを余儀なくされ、クールラントに対するロシアの影響力は一段と高まった。ケトラー家最後の当主でクールラント公を自称していたフェルディナントは1737年に死んだ。フリードリヒ・ヴィルヘルムの未亡人であり、今やロシア女帝となっていたアンナは、寵臣のエルンスト・ヨハン・フォン・ビロンにクールラント公爵位を授けた。

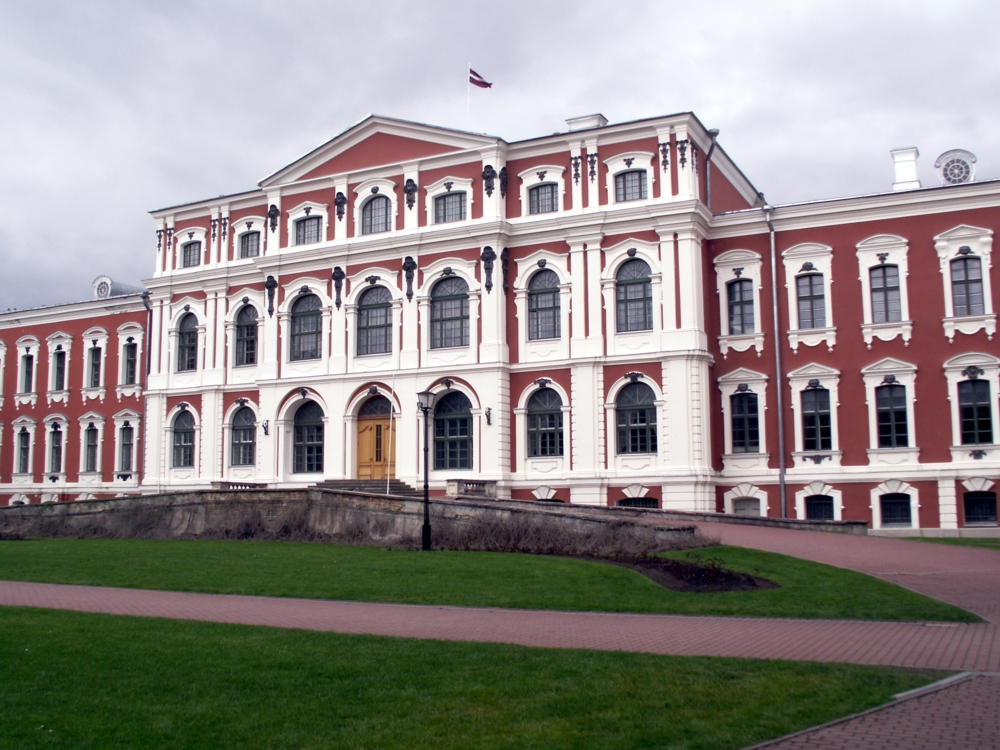
クールラント公爵の居館、イェルガヴァ宮殿

ビロンはロシア政府から多額の財政援助を受けており、その金を建築事業に費やした。イタリアの有名な建築家バルトロメオ・ラストレッリに設計させたルーエンタール宮殿（ルンダーレ宮殿）はその一例である。1740年にアンナが死ぬと、その翌年にビロンは失脚してシベリアに追放された。これ以後、クールラントでは摂政評議会が設置され、ポーランド王の承認を受けて公国を統治した。しかしクールラントの領主層は摂政評議会を嫌い、評議会の命令を聞くことを拒んだ。
1741年6月27日、ビロンの後継者としてオーストリアの将軍ルートヴィヒ・エルンスト・フォン・ブラウンシュヴァイク＝ヴォルフェンビュッテルが公爵に選出された。ルートヴィヒ・エルンストは従姉のハンガリー女王マリア・テレジアの支援を受けてクールラント公となったが、ロシア政府からの追認を待っていた最中の1741年12月6日にエリザヴェータ・ペトロヴナがクーデタを起こしたため、称号を失った。
ポーランド王アウグスト3世はクールラントの領主層を屈服させ、自分の息子カールを次のクールラント公爵に指名させた。しかしロシア女帝エカチェリーナ2世は、宮廷に呼び戻されたエルンスト・ヨハン・フォン・ビロンをクールラント公に復帰させたため、同時に2人の公爵が並立することになり、公国の政治情勢は混乱した。親ロシア派の領主たちはビロンを、親ポーランド派の領主たちはカールを支持した。エカチェリーナ2世はポーランド・リトアニア共和国のクールラントに対する影響力を排除し、ビロンを正統な公爵とした。ビロンは長年の政治的苦難に疲弊しきっており、1769年に引退を宣言して息子のペーター・フォン・ビロンに公爵位を譲った。ペーターの即位後もクールラントの政治的混乱は続き、依然として領主層はロシア支持派とポーランド支持派に分裂していた。最終的には、ロシアとその同盟国が第3次ポーランド分割に踏み切ると同時に、クールラント公国の命運は尽きた。ロシア政府からの「素晴らしい勧告」を受けて、ペーター・フォン・ビロンは1795年に公国の統治権をロシアに譲渡した。統治権譲渡に関する最後の文書が調印された1795年3月28日、クールラント・ゼムガレン公国は消滅した。

## クールラント公
- ゴットハルト・ケトラー（在位1561 - 1587年）
- フリードリヒ・ケトラー（在位1587年 - 1642年）、ヴィルヘルム・ケトラー（在位1595年 - 1616年）
- ヤーコプ・ケトラー（在位1642年 - 1682年）
- フリードリヒ・カジミール・ケトラー（在位1682年 - 1698年）
- フリードリヒ・ヴィルヘルム・ケトラー（在位1698年 - 1711年）
- フェルディナント・ケトラー（在位1730年 - 1737年）
- エルンスト・ヨハン・フォン・ビロン（在位1737年 - 1740年）
- カール・フォン・ザクセン（在位1758年 - 1763年）
- エルンスト・ヨハン・フォン・ビロン（在位1763年 - 1769年）
- ペーター・フォン・ビロン（在位1769年 - 1795年）